# Supremacía constitucional
La supremacía constitucional es un principio teórico del Derecho constitucional que postula, originalmente, ubicar la Constitución de un país jerárquicamente por encima de todo el ordenamiento jurídico de ese país, considerándola como Ley Suprema del Estado y fundamento del sistema jurídico. Según cada país los tratados internacionales, convenciones internacionales o pactos internacionales gozarán o no del mismo rango que la Constitución Nacional de cada uno de ellos. 
El principio de supremacía constitucional es parte de un principio más general del derecho, llamado principio de jerarquía. Este principio tiene dos funciones: una positiva, de fundamentar lo inferior, y otra negativa, de hacer caer, anular o dejar sin efectos a aquello inferior que se le oponga.

## Supremacía constitucional por país

### Argentina
El Artículo 31 de la Constitución Nacional dice:

“Esta constitución, las leyes que en su consecuencia el Congreso dicte y los tratados con las potencias extranjeras son la ley suprema de la nación”.

Este artículo establece que la supremacía de la Constitución sobre leyes, reglamentos, actos administrativos y sentencias de los Poderes constituidos que ella misma prevé en su Segundo Libro, que versa sobre las Autoridades de la Nación.
No obstante, en la República Argentina ha existido un conflicto jurisprudencial sobre la jerarquía de los tratados internacionales que fue finalmente resuelto con la reforma constitucional de 1994, siguiendo el criterio de una sentencia previa de la Corte Suprema (Ekmekdjian c. Sofovich, de 1992). El artículo 75.22 de la Carta Magna otorga la misma jerarquía de la Constitución a un grupo de instrumentos internacionales sobre Derechos Humanos. 
También, se estableció en esa reforma un proceso legislativo particular para anexar otros tratados a ese grupo, sin necesidad de reformar nuevamente la Constitución. 
La pirámide jurídica en Argentina quedaría con la Constitución y los Tratados sobre Derechos Humanos de jerarquía constitucional en la cima, los demás tratados internacionales inmediatamente después, las leyes sancionadas por el Congreso Nacional -sean de derecho federal o de derecho común- por debajo, posteriormente la normativa administrativa (salvo los casos especiales en que esta tiene fuerza de ley) y, finalmente, la legislación provincial, válida en tanto no contradiga el texto constitucional federal y la legislación municipal en las mismas condiciones (en tanto no contradiga el texto constitucional federal ).
El medio por excelencia para la protección de la supremacía del Texto Fundamental es el recurso extraordinario federal del artículo 14 de la ley 48, que tramita ante la Corte Suprema, con el fin de que esta fije -con las particulares limitaciones que brinda el sistema difuso- doctrina constitucional.

### Colombia
Se desprende del artículo 4 de la constitución política que dice que la constitución es norma de normas carta magna y que ninguna ley de inferior categoría podrá contradecir la constitución. [cita requerida]
Además estará por debajo de cualquier mandante. este en si es muy importante.

### Estados Unidos
La Cláusula de Supremacía del Artículo VI de la Constitución de los Estados Unidos establece:

Esta Constitución, y las leyes de los Estados Unidos que se expidan con arreglo a ella, y todos los Tratados hechos, o que se harán, bajo la autoridad de los Estados Unidos, serán la Ley suprema de la Tierra; y los Jueces en cada Estado estarán obligados de este modo, a pesar de cualquier cosa en contrario que se encuentre en la Constitución o las leyes de cualquier Estado.

### México
El Art. 133 de la Constitución Política de los Estados Unidos Mexicanos establece. "Esta Constitución, las leyes del Congreso de la Unión que emanen de ella y todos los tratados que estén de acuerdo con la misma, celebrados y que se celebren por el presidente de la república, con aprobación del Senado, serán la ley suprema de toda la Unión. Los jueces de cada Estado se arreglarán a dicha Constitución, leyes y tratados, a pesar de las disposiciones en contrario que pueda haber en las Constituciones o leyes de los Estados".
Aportamos, que la Suprema Corte de Justicia de la Nación ha llegado a determinar que la Constitución federal se ubica jerárquicamente en un nivel superior respecto de las leyes del Congreso de la Unión. Por otro lado, los derechos humanos consagrados en los tratados internacionales celebrados por el Estado mexicano, se ubican en el mismo peldaño que la Carta magna y por encima de las leyes expedidas por el órgano legislativo. Asimismo, si bien el artículo 133 contiene de manera expresa el principio de supremacía constitucional, existen otros preceptos en la Constitución mexicana, que de manera implícita nos llevan a ubicarla como la lex fundamentalis de la Nación Mexicana; entre ellos, los artículos 41, 128 y 135.

### Perú
El artículo 51.º de la Constitución Peruana señala que: “La Constitución prevalece sobre toda norma legal; la ley, sobre las normas de inferior jerarquía, y así sucesivamente.” En tal sentido se impone a todos los peruanos, como principio constitucional, la primacía de la Constitución y la ley, según el cual se debe obediencia plena a la Constitución Política del Estado.

### República Dominicana
La Constitución Dominicana en su artículo seis sobre la supremacía constitucional, establece: "Todas las personas y los órganos que ejercen potestades públicas están sujetos a la Constitución, norma suprema y fundamento del ordenamiento jurídico del Estado. Son nulos de pleno derecho toda ley, decreto, resolución, reglamento o acto contrarios a esta Constitución".

### Venezuela
Siguiendo la tesis de supremacía de Hans Kelsen, es la constitución dentro del ordenamiento jurídico Venezolano la norma Suprema, y las demás leyes emanan de ella, teniendo como fundamento legal de la supremacía constitucional los artículos 7, 131, 333, 334, 335 y 336 de la Constitución, el artículo 19 de Código Orgánico Procesal Penal y 20 del Código de Procedimiento Civil. 
El artículo 7 de la Constitución de la República Bolivariana de Venezuela del año 1999, expresa que: "La Constitución es la norma suprema y el fundamento del ordenamiento jurídico. Todas las personas y los órganos que ejercen el Poder Público están sujetos a la Constitución" indicando así, la Primacía de la Constitución y la sumisión al derecho de las personas y órganos del Poder Público Nacional. 
El artículo 131 de la Constitución Venezolana, se refiere al deber de acatar la Constitución y las leyes, señala que: "Toda persona tiene el deber de cumplir y acatar esta Constitución, las leyes y los demás actos que en ejercicio de sus funciones dicten los órganos del Poder Público" 
El artículo 333 de la Constitución: se refiere a la Rigidez de la Constitución Venezolana que no perdería su vigencia por ningún acto de fuerza o por cualquier otro medio distinto al previsto en ella. Dice textualmente así: "Esta Constitución no perderá su vigencia si dejare de observarse por acto de fuerza o porque fuera derogada por cualquier otro medio distinto al previsto en ella. En tal eventualidad, todo ciudadano investido o ciudadana investida o no de autoridad, tendrá el deber de colaborar en el restablecimiento de su efectiva vigencia". 
En el artículo 335 se habla de la aplicación de la Constitución por los jueces quienes están obligados a asegurar la integridad de esta, en caso de incompatibilidad o contradicción entre la constitución y alguna ley u otra norma jurídica se aplicará siempre la Constitución. Las leyes o demás actos de los órganos del Poder Público podrán ser anulados por la Sala Constitucional del Tribunal Supremo de Justicia.
El artículo 335, califica al Tribunal Supremo de Justicia como garante de la constitución máximo y último intérprete de esta, quien velará por su uniforme interpretación y aplicación. Las decisiones de la Sala Constitucional del Tribunal Supremo sobre el contenido y alcance de las normas y principios constitucionales son de carácter vinculante tanto para los demás tribunales como para el propio Tribunal Supremo de Justicia.
En el artículo 336 se enumeran las atribuciones de la Sala Constitucional del Tribunal Supremo de Justicia dentro de los cuales podrá anular cualquier acto oficial que tenga carácter anticonstitucional dictado por cualquier órgano en ejercicio del Poder Público, respecto a los Tratados Internacionales, esta sala podrá verificar, a solicitud del presidente de la república o de la asamblea nacional, la conformidad con la constitución de los tratados internacionales suscritos por la República, antes de su ratificación. 
Otros textos dentro del ordenamiento jurídico Venezolano hacen referencia a la Supremacía Constitucional. 
Artículo 19 del Código Orgánico Procesal Penal: "Corresponde a los Jueces velar por la incolumidad de la Constitución de la República. Cuando la ley cuya aplicación se pida con ella, los tribunales deberán atenerse a la norma Constitucional" quiere decir que los jueces deben aplicar correctamente la norma Constitucional y en caso de que colide esta con alguna ley se aplicará la constitución. 
Artículo 20 del Código de Procedimiento Civil: "Cuando la ley vigente, cuya aplicación se pida con alguna disposición constitucional, los jueces aplicarán esta con preferencia". es decir que existe preferencia de la constitución sobre alguna norma con ella.

## Control de constitucionalidad
De nada vale el principio de Supremacía si no existe un mecanismo que lo garantice, a este mecanismo se lo conoce como control de constitucionalidad y juntos son dos de los más importantes pilares de la teoría constitucional. Para el desenvolvimiento de este control puede emplearse una magistratura constitucional y un procedimiento constitucional, elementos a través de los cuales se realiza el control de la vigencia del principio de constitucionalidad, o bien realizárselo en base al mecanismo conocido como sistema difuso de control de constitucionalidad, que puede estar a cargo de cualquier juez, sin importar su jerarquía o fuero.

## Supraconstitucionalidad
La supraconstitucionalidad son aquellas normas o leyes cuyo alcance es superior a las de la constitución. Se distingue entre supraconstitucionalidad interna y externa.
Los iunaturalistas, defensores de la teoría de la supraconstitucionalidad interna, afirman que ciertas normas fundamentales e intangibles, resultantes o deducidas de la constitución, son superiores a todas las demás y no pueden, por tanto, convertir al sujeto de revisión, lo que las sitúa al abrigo de las vicisitudes el poder constituyente. Esta teoría está ligada a la del derecho natural porque estas normas no provienen de un Estado. La teoría de la supraconstitucionalidad interna presenta dificultades que la hacen inaceptable jurídicamente a los ojos de los iuspositivistas, como qué órgano determina el contenido de las normas fundamentales inviolables, porque el poder constituyente no puede debido a que se supone que está sujeto a estas reglas, cuál es el órgano facultado para sancionar una violación de estas normas, sea durante una revisión constitucional o con ocasión de una ley que haya sido validada por un tribunal constitucional, y cómo imponer a las generaciones futuras un principio decidido por una sociedad con las costumbres de una época determinada.
La supraconstitucionalidad externa se refiere a la superioridad de las normas del derecho internacional sobre la constitución. Puede ser aceptada por los iuspositivistas cuando se admite la concepción monista del derecho internacional que prima sobre el derecho interno sin necesidad de transponerlo a él para adquirir fuerza jurídica.
Un ejemplo de dicha supraconstitucionalidad es la del ordenamiento jurídico de la Unión Europea, que mediante sus Tratados constitutivos el derecho de la Unión Europea ejerce una supremacía sobre el derecho nacional de los Estados que la forman, estando incluso por encima de las constituciones nacionales.